# Halai
Halai (altgriechisch Ἁλαί) ist ein archäologischer Fundplatz in der östlichen Lokris in Zentralgriechenland. Er liegt in der Nähe des zur Gemeinde Lokri gehörenden Küstenorts Theologos  am Golf von Euböa.

## Geschichte
Die Besiedlung des Ortes geht bis ins Neolithikum zurück. Aus der Bronzezeit gibt es bisher keine Funde. Von der griechischen Besiedlung von der Archaik bis in den Hellenismus zeugen unter anderem weitläufige Nekropolen am nördlichen und östlichen Rand der Siedlung, von denen 280 Gräber ausgegraben wurden. In klassischer Zeit hatte Halai eine befestigte Akropolis; Funde aus der klassischen Zeit sind aber spärlich. Während der archaischen und klassischen Zeit war Halai Mitglied des Ostlokrischen Bundes, im Hellenismus gehörte es dem Böotischen Bund an.
85 v. Chr. wurde Halai von den Truppen Sullas zerstört. Offenbar wurde die Siedlung aber später neu aufgebaut und blieb durch die gesamte römische Kaiserzeit hindurch und bis ins 6. Jahrhundert n. Chr. bewohnt. Eine byzantinische Kirche scheint auch nach der Aufgabe der Siedlung bis ins 12. oder 13. Jahrhundert in Betrieb gewesen zu sein.

## Erwähnung in antiken Quellen
Die Berichte über Halai in der antiken Literatur sind spärlich. Pausanias (9, 24, 5) beschreibt die Lage der Stadt Halai an der Euböa zugewandten Küste östlich der Mündung des Flusses Platanios. Plutarch (Sulla, 26, 3–4) berichtet von der Zerstörung der Stadt durch Sullas Truppen und von der Wiederbesiedlung Halais.

## Ausgrabungen
Die ersten archäologischen Ausgrabungen fanden von 1911 bis 1935 im Auftrag der American School of Classical Studies at Athens unter der Leitung von Hetty Goldman und Alice L. Walker statt. Die griechischen und römischen Funde dieser Ausgrabungen befinden sich heute im Archäologischen Museum in Theben, die neolithischen im Archäologischen Nationalmuseum in Athen. Zwischen 1988 und 1996 fanden wiederholt Ausgrabungen der zuständigen Ephorie für Prähistorische und Klassische Altertümer statt. Zurzeit erforscht die Cornell University die Stätte im Rahmen des Cornell Halai and East Lokris Project.